# Waalo

Die Wolof-Staaten im 19. Jahrhundert

Waalo (andere Schreibweise Walo und Oualo) war ein ehemaliges, von der Ethnie Wolof in Westafrika gegründetes Reich.

## Geschichte
Waalo lag am linken Ufer des unteren Senegal-Flusses zwischen dem Atlantischen Ozean und dem Guiers-See. Zum Norden hin, im heutigen Mauretanien, war das Reich der Mauren, im Süden lag das Reich Cayor und im Osten das Reich Jolof.
Waalo hatte ein kompliziertes politisches und soziales System, das weiterhin Einflüsse auf die heutige Kultur im Senegal hat. Dies machte sich deutlich in der starren und formalisierten Form der Kasten. Der Thron war indirekt vererblich, beherrscht von drei Familien-Clans mit unterschiedlichen ethnischen Herkünften: den Logar, den Tedyek und den Joos. Um den Titel des Königs von Waalo „Brak“ gab es ständig Auseinandersetzungen, so wie es Kämpfe mit den Nachbarreichen gegeben hatte.
Der Legende nach wurde Waalo 1287 von NDiadiane Ndiaye gegründet, als es sich von dem Reich Jolof abspaltete und dessen Vasallenstaat wurde. Die erste Hauptstadt von Waalo war Diourbel (Guribel), nördlich des Senegal im heutigen Mauretanien, dann Ndiangué auf der Südseite des Flusses; später wurde die Hauptstadt nach Nder am Westufer des Guiers-Sees verlegt. Waalo war Ziel ständiger Angriffe, unter anderem durch die Mauren, mit der Absicht, Sklaven zu rauben.
Der Brak regierte mit seiner Regierung, dem Seb Ak Baor, über eine komplizierte Hierarchie von Beamten und Würdenträgern. Frauen hatten eine hohe Position und spielten eine große Rolle in der politischen und militärischen Geschichte.
Waalo hatte lukrative Verträge mit den Franzosen, denen erlaubt wurde, ihre Basis auf der Insel Saint-Louis in der Mündung zu errichten. Waalo erhielt für jede Bootsladung von Gummi Arabicum oder Sklaven, das den Fluss befuhr, eine Gebühr für den „Schutz“ des Handels. Schließlich wurde der Schutz ineffektiv, und das Reich Bethio spaltete sich von Waalo ab.
Das Reich wurde 1855 in einem Feldzug von Louis Faidherbe für Frankreich unterworfen und 1856 dem Distrikt Saint-Louis als Kolonie Senegal einverleibt. Es war die erste größere Eroberung im Inland, bis schließlich Mauretanien, der Senegal und Französisch-Sudan (heute Mali) von Frankreich im Besitz genommen wurden. Insgesamt hatte Waalo seit der Gründung 52 Könige.
Waalo hatte eine eigene traditionelle afrikanische Religion. Die Führungsklasse akzeptierte nur langsam den Islam, der sich im Senegal-Tal ausbreitete. Der Brak konvertierte erst im 19. Jahrhundert zum Islam.

## Liste der Herrscher von Waalo
| 1674–1708                  | Naatago Aram Bakar           |                 |
| 1708–1733                  | Njak Aram Bakar Teedyek      |                 |
| 1733–1734                  | Yerim Nadate Bubu            |                 |
| 1734–1735                  | Meu Mbodj Kumba Khedy        |                 |
| 1735–1736                  | Yerim Khode Fara Mbodj       |                 |
| 1736–1780                  | Njak Xuri Yop                |                 |
| 1780–1795?                 | Fara Penda Teg Rel           |                 |
| 1795–1805                  | Njak Kumba Xuri Yay Mbodj    |                 |
| 1805–1810                  | Saayodo Yaasin Mbodj         |                 |
| 1810–1816                  | Kuli Mbaaba Mbodj            |                 |
| 1816–1825                  | Amar Faatim Mborso Mbodj     |                 |
| 1825–Dezember 1827         | Yerim Mbañik Teg-Rella Mbodj |                 |
| Dezember 1827–1830         | Fara Penda Adam Sal Mbodj    | erste Amtszeit  |
| 7. Juli 1830–1832          | Xerfi Xari Daaro             | erste Amtszeit  |
| 1832–1833                  | Fara Penda Adam Sal Mbodj    | zweite Amtszeit |
| 21. Juli 1833–1835         | Xerfi Xari Daaro             | zweite Amtszeit |
| 1835–30. Oktober 1840      | Fara Penda Adam Sal Mbodj    | dritte Amtszeit |
| November 1840–Februar 1855 | Mö Mbodj Maalik Mbodj        |                 |